# ناروی (فیجی)
ناروی (به لاتین: Naroi) یک منطقهٔ مسکونی در فیجی است که در استان شرقی واقع شده‌است. ناروی ۵۵۰ نفر جمعیت دارد.